# 3-デヒドロ-L-グロン酸-2-デヒドロゲナーゼ
3-デヒドロ-L-グロン酸-2-デヒドロゲナーゼ（3-dehydro-L-gulonate 2-dehydrogenase）は、ペントースとグルクロン酸相互変換酵素およびアスコルビン酸とアルダル酸代謝酵素の一つで、次の化学反応を触媒する酸化還元酵素である。
3-デヒドロ-L-グロン酸 + NAD(P)+ {\displaystyle \rightleftharpoons } (4R,5S)-4,5,6-トリヒドロキシ-2,3-ジオキソヘキサン酸 + NAD(P)H + H+
反応式の通り、この酵素の基質は3-デヒドロ-L-グロン酸とNAD+またはNADP+、生成物は(4R,5S)-4,5,6-トリヒドロキシ-2,3-ジオキソヘキサン酸（2,3-ジケト-L-グロン酸）とNADHまたはNADPHとH+である。
組織名は3-dehydro-L-gulonate:NAD(P)+ 2-oxidoreductaseで、別名に3-keto-L-gulonate dehydrogenase, 3-ketogulonate dehydrogenase, 3-keto-L-gulonate dehydrogenase, 3-ketogulonate dehydrogenaseがある。